# Gekončík africký
Gekončík africký (Hemitheconyx caudicinctus) je málo dotčený druh šupinatého plaza z čeledi gekonovití (Gekkonidae). Původně se tento druh vyskytoval v západní Africe od Senegalu po Kamerun, tj. konkrétně ve státech Benin, Burkina Faso, Kamerun, Pobřeží slonoviny, Gambie, Ghana, Guinea, Guinea-Bissau, Mali, Mauritánie, Niger, Nigérie, Senegal a Togo. Jedná se nicméně o populární teraristické zvíře, jež je široce chované v zajetí po celém světě.
Ve své domovině žije gekončík africký na suchých i vlhkých savanách do nadmořské výšky asi 500 metrů. Den tráví krypticky a aktivní je v noci. Živí se hmyzem. Je to podsaditý druh gekona o průměrné délce 10 až 30 cm a průměrné hmotnosti 50 g, i když se mohou objevovat i jedinci značně těžší. Samci jsou větší než samice. Výrazným znakem gekončíka jest tlustý ocas, jenž má dvojí funkci: zaprvé může odvést pozornost predátorů od zranitelné hlavy, zadruhé slouží jako zásobárna tuku. Zbarvení těla je hnědavé s variabilním skvrnitým vzorem nebo širokými pruhy přes horní část hřbetu a ocasu. U některých jedinců se od hlavy přes vrchní část těla táhne bílý proužek.